# Lebeckia sessilifolia
Lebeckia sessilifolia là một loài thực vật có hoa trong họ Đậu. Loài này được (Eckl. & Zeyh.) Benth. miêu tả khoa học đầu tiên.